# Comostola callista
Comostola callista är en fjärilsart som beskrevs av Reginald James West 1930.
Comostola callista ingår i släktet Comostola och familjen mätare. Inga underarter finns listade i Catalogue of Life.